# Macrobiotus montanus
Macrobiotus montanus är en djurart som tillhör fylumet trögkrypare, och som beskrevs av Murray 1910. Macrobiotus montanus ingår i släktet Macrobiotus och familjen Macrobiotidae. Arten är reproducerande i Sverige. Inga underarter finns listade i Catalogue of Life.